# Sarsia occidentalis
Sarsia occidentalis är en nässeldjursart som först beskrevs av Fewkes 1899.  Sarsia occidentalis ingår i släktet Sarsia och familjen Corynidae. Inga underarter finns listade i Catalogue of Life.